# المقاتل النهائي: أمريكا اللاتينية
المقاتل النهائي: أمريكا اللاتينية (بالإنجليزية: The Ultimate Fighter: Latin America)‏ يُعرف أيضًا باسم المقاتل النهائي: فريق فيلاسكيز ضد فريق ويردوم هو جزء من المسلسل التلفزيوني الواقعي الذي أنتجته يو إف سي المقاتل النهائي. إنها السلسلة السابعة التي يتم إنتاجها بشكل أساسي للأسواق خارج الولايات المتحدة.